# Luciano Figueiredo
Luciano Figueiredo (Fortaleza, 1948) é um artista plástico, designer e curador brasileiro.
É filiado ao construtivismo e sua tradição gráfica, no qual explora os contrastes de cores, transparências e volumes planares. Firmou-se como um dos expoentes no movimento da chamada Contracultura no Brasil, na década de 1970, ao lado de artistas como Lygia Clark e Hélio Oiticica. Com uma vasta biografia, expôs nos mais renomados espaços públicos e privados, no Brasil e no exterior. Seus projetos gráficos são referência e sua participação na histórica publicação Navilouca, em 1975, foi definitiva. Hoje vive e trabalha no Rio de Janeiro.  

## Carreira
Luciano Figueiredo, ainda em sua infância em Fortaleza, entre os anos 1948 e 1960, teve uma rica formação visual quando, na ausência de museus e instituições, a população local tinha cinemas, teatros, circos, praias, quermesses e festas populares. Confeccionava pipas ou arraias de papel de seda colorido como um exercício de grande delicadeza visual, de geometria espontânea. As muitas formas de publicação diárias e periódicas e a enciclopédia Tesouro da Juventude, com reproduções de pinturas clássicas dos grandes mestres, eram para o artista uma espécie de museu portátil. As coleções temáticas de álbuns de figurinhas e o hábito de colecionar pedaços de películas de filmes com as quais os operados de projetores dos cinemas o presenteava deram início ao seu Cinema Paradiso em caixinhas de fósforo. As imagens nas páginas impressas e o cinema sempre o fascinaram. O folhear de páginas e a magia do mundo de luzes e sombras das  imagens na tela tornaram-se desde muito cedo o centro di seu imaginário visual. Assim começou a formação de um olhar carregado de valores universais.
Sua família transferiu-se de Fortaleza para Salvador , quando Luciano viveu o impacto de outros costumes culturais, a visualidade da Bahia, o barroco colonial e em plena expansão de novas formas de sua arquitetura moderna. Em 1965 começou a frequentar aulas de pintura no Curso Livre de Pintura do Instituto Cultural Brasil-Alemanha, ministradas pelo pintor e músico alemão Adam Firnekaes. Nesse momento, um novo mundo abriu-se para o artista, que começou a ter as suas primeiras noções sobre arte moderna, seus mestres e precursores, como Cubismo, Futurismo, Paul Klee, Kandinsky, a Bauhaus e o significado das transformações na história da arte do século XX. Este período de aprendizado possibilitou que Luciano conhecesse novas técnicas e recursos plásticos que o habilitaram à criação de pinturas e colagens de maneira pessoal e a perceber mais nitidamente o que a cor, o plano e o espaço ofereciam.
A partir de 1969, Luciano Figueiredo transferiu-se para o Rio de Janeiro, onde encontrou entre poetas, músicos e cineastas, novas formas de interlocução e estímulo. Participou ativamente de muitas realizações de caráter experimental no espírito do mundo que veio a convencionar-se, principalmente como período da Contracultura durante os anos 1970-1972. Durante esses anos pode tomar contato mais de perto e conhecer obras de artistas brasileiros já de importância histórica como Lygia Clark e Hélio Oiticica, oriundos da tradição da arte Concreta europeia e que no Brasil realizavam transformações conhecidas como Concretismo e Neoconcretismo.
Viajou para a Inglaterra em 1972 e permaneceu em Londres por seis anos, período no qual descobriu a maneira de trabalhar as suas ideias e encontrar soluções que passariam a constituir um viés expressivo fundamental para tudo que começou a fazer a partir de então: poemas visuais feitos com recortes tirados das páginas dos jornais diários e o interesse pelo cinema,  mundo de luzes e sombras em movimento. A série Jornal Imaginário foi então apresentada em sua primeira exposicão individual na Galeria Paulo Klabin, no Rio de Janeiro, em 1984, portanto já de volta ao Brasil.
A experiência táctil de folhear as páginas de jornais adquiriu valor estrutural e revelou o sensorial exercício planar que logo iria constituir os Relevos ou mesmo as pinturas planares, que a umas deu o título de Diorama (alusão poética aos primórdios do cinema) e a outras de Muxarabiê (estrutura espacial própria da arquitetura e de objetos árabes que carregam o princípio do ver sem ser visto), que realiza em camadas volumosas de papel-jornal pintado em que cores bastante saturadas organizam-se por superposição e transparências. Apresentou essas experiências em muitas das exposições no Rio de Janeiro, em São Paulo e no exterior.

## Exposições individuais
2023 
- Planorama.[2] Galeria Leme. São Paulo

2014
- Face À Face [com Dominique Thiolat]. Galerie Teodora. Paris, França

2013
- fabri-fabulosi IMAGEM/LEGENDA:um cine-romance. Oi Futuro. Rio de Janeiro, Brasil

2012
- Do Jornal à Pintura. MULTIARTE. Fortaleza, Brasil

- Peintures. Galerie des Docks. Nice, França
- Force et Couleurs. Galeria Teodora, Paris, França

2011
- Espaço-Laço. LURIXS: Arte Contemporânea. Rio de Janeiro, Brasil

2010
- Livro de Sombras. Oi Futuro Flamengo. Rio de Janeiro, Brasil
- Structures-Couleurs. Galerie des Docks. Nice, França
- Peintures, Reliefs. Galerie D’Est et D’Ouest. Paris, França

2009
- Deux Brésiliens à Nice. Galerie Depardieu. Nice, França
- Interplanos, Entreplanos. Galeria Nara Roesler. São Paulo, Brasil

2008
- Tercetos. LURIXS: Arte Contemporânea. Rio de Janeiro, Brasil

2007
- Peintures, Reliefs. Galerie D’Est et D’Ouest. Paris, França

2006
- Do Jornal à Pintura. Paço Imperial. Rio de Janeiro, Brasil

2005
- Du Journal à la Peinture. Musée Départementale. Gap, França

2004
- Dioramas e Muxarabiês. LURIXS: Arte Contemporânea. Rio de Janeiro, Brasil

2003
- Galeria Anna Maria Niemeyer. Rio de Janeiro, Brasil
- Galeria Millan. São Paulo, Brasil

2001
- Galeria Anna Maria Niemeyer. Rio de Janeiro, Brasil

1999
- Pasárgada. Rio de Janeiro, Brasil
- Villa Costebelle. Nice, França

1998
- Paço Imperial. Rio de Janeiro, Brasil

1995
- Galeria Anna Maria Niemeyer. Rio de Janeiro, Brasil

1993
- Centro Cultural Sérgio Porto. Rio de Janeiro, Brasil

1991
- Galeria São Paulo. Rio de Janeiro, Brasil

1988
- Galeria Paulo Klabin. Rio de Janeiro, Brasil

1986
- Galeria Paulo Klabin. Rio de Janeiro, Brasil

1984
- Galeria Paulo Klabin. Rio de Janeiro, Brasil